# Piper amplectenticaule
Piper amplectenticaule är en pepparväxtart som beskrevs av Trel. & Yunck.. Piper amplectenticaule ingår i släktet Piper och familjen pepparväxter. Inga underarter finns listade i Catalogue of Life.